# Jean-Baptiste Lestiboudois
Pour les articles homonymes, voir Lestiboudois.
Jean-Baptiste Lestiboudois est un botaniste français, né le 30 janvier 1715 à Douai et mort le 20 mars 1804 à Lille.

## Biographie
Fils de Pierre Lestiboudois, maître écrivain juré, il étudie plusieurs années la pharmacie à l'hôpital de Douai et à l'université de Douai et obtient en 1739 le grade de licencié en médecine avant de s'installer à Lille . À son arrivée dans la ville de Lille, il fit une carte de botanique qui n'a jamais été gravée. Il fait paraître en 1737 un mémoire vantant les avantages de la culture de la pomme de terre.
Il est pharmacien en chef de l’armée française en 1739 et profite des diverses campagnes militaires pour herboriser. 
En 1758 il est nommé apothicaire-major à l'armée du Bas-Rhin et y étudia les plantes dans les régions de Cologne et de Brunswick.
En 1770 il est nommé par le magistrat de Lille professeur de botanique. Il est le principal rédacteur avec Pierre Riquet de Pharmacopoea, jussu senatus insulensis tertio edita (1772). Il propose, en 1774, dans sa Carte de botanique une méthode combinant le système de Tournefort et celui de Linné. Il complète cet ouvrage par un abrégé élémentaire de botanique.
À partir de 1796, il est « professeur national d'histoire naturelle, à l’École centrale du département du Nord à Lille, établie dans les locaux de l'ancien couvent des Récollets, rue des Arts (Lille).
Son fils, François-Joseph Lestiboudois (1759-1815), et son petit-fils, Gaspard Thémistocle Lestiboudois (1797-1876), sont tous deux botanistes.